# Thomas Stephenson
Thomas Stephenson ( 1865 (1855) - 1948 ) fue un religioso, naturalista y orquidófilo amateur británico.
Godfery fue un naturalista y apasionado de las orquídeas, que siguió los pasos de Darwin, investigando numerosas orquídeas europeas y clasificándolas taxonómicamente, con énfasis en los géneros Dactylorhiza, y Orchis. Su trabajo fundamental trató sobre las orquídeas nativas de Gran Bretaña. Trabajó mancomunadamente con su hijo Thomas Alan Stephenson (1898-1961).
- La abreviatura «T.Stephenson» se emplea para indicar a Thomas Stephenson como autoridad en la descripción y clasificación científica de los vegetales.[2]